# Rio Frasin (Bistricioara)
O Rio Frasin é um rio da Romênia, afluente do Bistricioara, localizado no distrito de Neamţ.